# Ciccino Sineri
Ciccino Sineri, all'anagrafe Francesco Giovanni Sineri (Biancavilla, 24 giugno 1912 – Catania, 26 dicembre 2005), è stato un attore italiano.

## Biografia
Nato in una famiglia di artisti specializzati nella rappresentazione dell'opera dei pupi, iniziò da giovanissimo a frequentare il teatro specializzandosi nel teatro dialettale siciliano di cui interpretò tutte le opere di Nino Martoglio e anche quelle in lingua italiana di Giovanni Verga, Luigi Pirandello e Luigi Capuana.
Presto si trasferì a Catania dove risiedette per il resto della sua vita.
Fu essenzialmente attore di teatro dove fu presente, per oltre un quarantennio, nella stagione del Teatro Stabile di Catania, partecipò anche a diversi film che vennero girati in Sicilia, fra questi si ricordano My name is Tanino (2002) di Paolo Virzì e diversi episodi del Commissario Montalbano, nel ruolo del boss Balduccio Sinagra..
Ha recitato in teatro per oltre sessantaquattro anni, passando dalle opere comiche a quelle drammatiche, dalla prosa alla sceneggiata napoletana, di cui fu interprete in Signora perdonatemi, A Zingara, Scusate 'na preghiera, Zi Munacella e diverse altre. Per gran parte della sua vita si esibì assieme alla moglie Sara Micalizzi.
L'ultima sua partecipazione a uno degli episodi del Commissario Montalbano avvenne qualche mese prima della sua morte.

## Filmografia

### Cinema
- Questa è la vita, episodio La patente, regia di Luigi Zampa (1954)
- Suonno d'ammore, regia di Sergio Corbucci (1955)
- Siamo tutti in libertà provvisoria, regia di Manlio Scarpelli (1971)
- Le inibizioni del dottor Gaudenzi, vedovo, col complesso della buonanima , regia di Giovanni Grimaldi(1971)
- L'onorata famiglia, regia di Giuseppe Rosati (1973)
- Turi e i paladini, regia di Angelo D'Alessandro (1979)
- Porte aperte, regia di Gianni Amelio (1990)

### Televisione
- Mastro Don Gesualdo, regia di  Giacomo Vaccari - miniserie (1964)
- Il mondo di Pirandello (da Novelle per un anno di Luigi Pirandello), episodio Sicilia amara, regia di Luigi Filippo D'Amico - miniserie (1968) (come Franco Sineri)
- Don Giovanni in Sicilia, regia di Guglielmo Morandi - miniserie (1977)
- Il commissario Montalbano, episodi Par condicio, Gli arancini di Montalbano e La gita a Tindari (2001-2005)